# Castelo de Montearagón

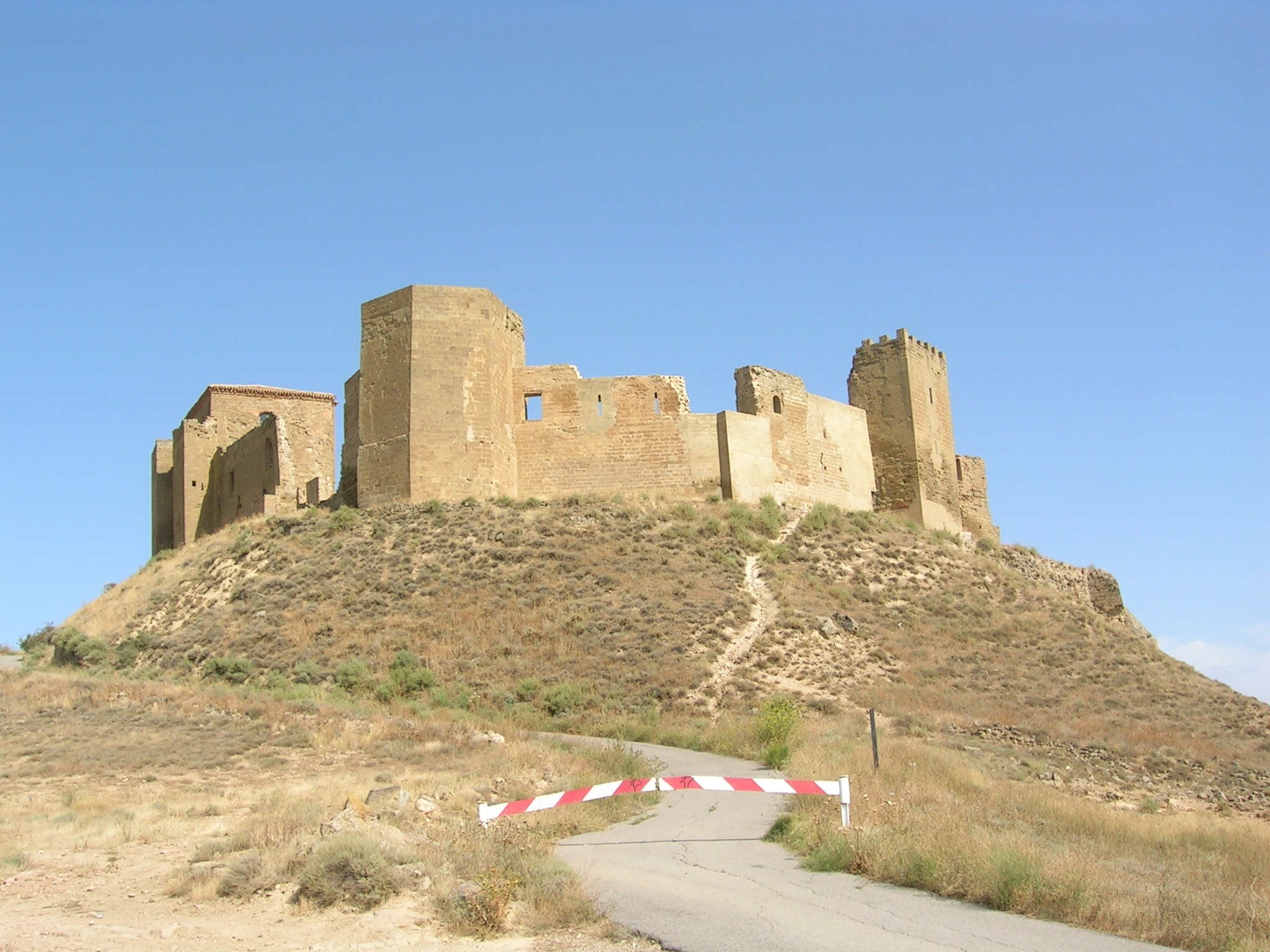
Castelo de Montearagón, Espanha

O Castelo de Montearagón localiza-se no município de Quicena, na província de Huesca, na Espanha.

## História
Foi estrategicamente construído por Sancho Ramírez para auxiliar na Reconquista da cidade de Huesca, na Taifa de Saragoça, aos muçulmanos, em 1085.
Cumprido o seu objetivo, em 1095 foi refundado como uma abadia, com o nome de Jesus de Nazaré de Montearagón, vindo a tornar-se uma das mais ricas e poderosos do reino durante a Idade Média. Os primeiros monjes vieram de Loarre, e para assegurar-lhes a subsistência, foi-lhes doada a nova vila de Montearagón. Os monarcas de Aragão e diversos senhores poderosos continuaram a favorecê-lo, aumentando-lhe o património, de maneira em que, em 1391 adquiriram, por 1000 florins, ao rei João I de Aragão, 24 localidades de modo que chegou a possuir 104 igrejas e vilas sob seu poder. No século XV estavam sob a sua jurisdição as vilas de Fornillos, Quicena, Loporzano, Santa Eulalia, Castilsabás, Villanueva, Isarre, Antefruenzo, La Almunia de Santa Eulalia, Sipán, Arbaniés, Castejón, Fanlo, Aveniella, Ipiés, Barluenga, Chibluco, Sagarillo, Samper de Espitolar, San Julián, Angüés, Poleñino, Tierz, La Almunia de la Reina, Marcén, Biscarrués e Montmesa.
Em 1175 Afonso II de Aragão concedeu aos seus habitantes o privilégio de franquia. O Papa Clemente V concedeu aos seus abades - que tinham assento nas Cortes do reino de Aragão - o privilégio do uso da mitra. No mosteiro repousaram os restos mortais de Sancho I Ramírez de Aragão e de Afonso I, "o Batalhador" até serem transferidos para o Mosteiro de San Juan de la Peña e para a igreja de San Pedro el Viejo em Huesca, respectivamente.
Durante a Revolta do conde de Urgell, as tropas mercenárias de Basili de Génova e Menaut de Favars, a serviço do rebelde Anton de Luna i Jèrica atacavam os habitantes de Huesca encerrados no castelo, cercado pelos infantes do conde de Urgell, até que finalmente foram libertados pelas forças de Fernando I de Aragão. O mosteiro ficou abandonado em fins de 1414, quando Fernando I de Aragão decidiu colocá-lo sob sua proteção.
A criação do bispado de Jaca e do bispado de Barbastre conduziu à espoliação de parte de seus bens (1571); o bispo de Huesca reclamou a suspensão e interdição de modo que, em 1609, foram-lhes restituídos. Para revitalizá-lo, em 1599 ali se instalou uma nova comuinidade de apenas cinco membros, continuando a sucessão abacial até fins de 1792.
A mudança de local dos túmulos e o progressivo declínio do edifício sucederam-se após 1835, com a Desamortização na Espanha (processo em que bens de privados, principalmente de ordens religiosas, passaram para a mão do governo) o que levou à espoliação do seu conteúdo e deu origem a um devastador incêndio. Algumas das obras de arte que foram salvas do mesmo encontram-se depositadas no Museu de Osca.
Hoje, o conjunto continua a ser um mirante privilegiado de toda a comarca de Hoya de Huesca, a Serra de Guara e do imponente Salto de Roldán, tudo isto emoldurado pelos Pirenéus. Nele distingue-se a torre albarrã, a torre de menagem e parte do recinto amuralhado.

## Lista dos Abades de Montearagon
1. 1096-1118 Ximeno
2. 1119-1168 Fortún
3. 1170-1204 Guillem Berenguer de Barcelona
4. 1205-1248 Ferran d'Aragó
5. 1252-1258 Sanxo d'Orradre
6. 1258-1284 Joan Garcés d'Oris
7. 1284-1306 Ximeno Pérez de Gurrea
8. 1306-1317 Pero López de Luna
9. 1317-1320 Johan d'Aragó
10. 1320-1324 Ramon d'Avinyó
11. 1324-1327 Bernat de l'Avellana
12. 1327-1353 Ximeno López de Gurrea
13. 1353-1359 Pero López de Gurrea
14. 1359-1391 Remon de Sellan
15. 1391-1395 Mafiano d'Alaman
16. 1395-1420 Johan Martínez de Murillo
17. 1420-1445 Sanxo de Murillo
18. 1445-1462 Carlos d'Urries
19. 1464-1473 Joan d'Aragó
20. 1473-1490 Juan de Revolledo
21. 1492-1520 Alfons d'Aragó